# Débora Iaroslavschi

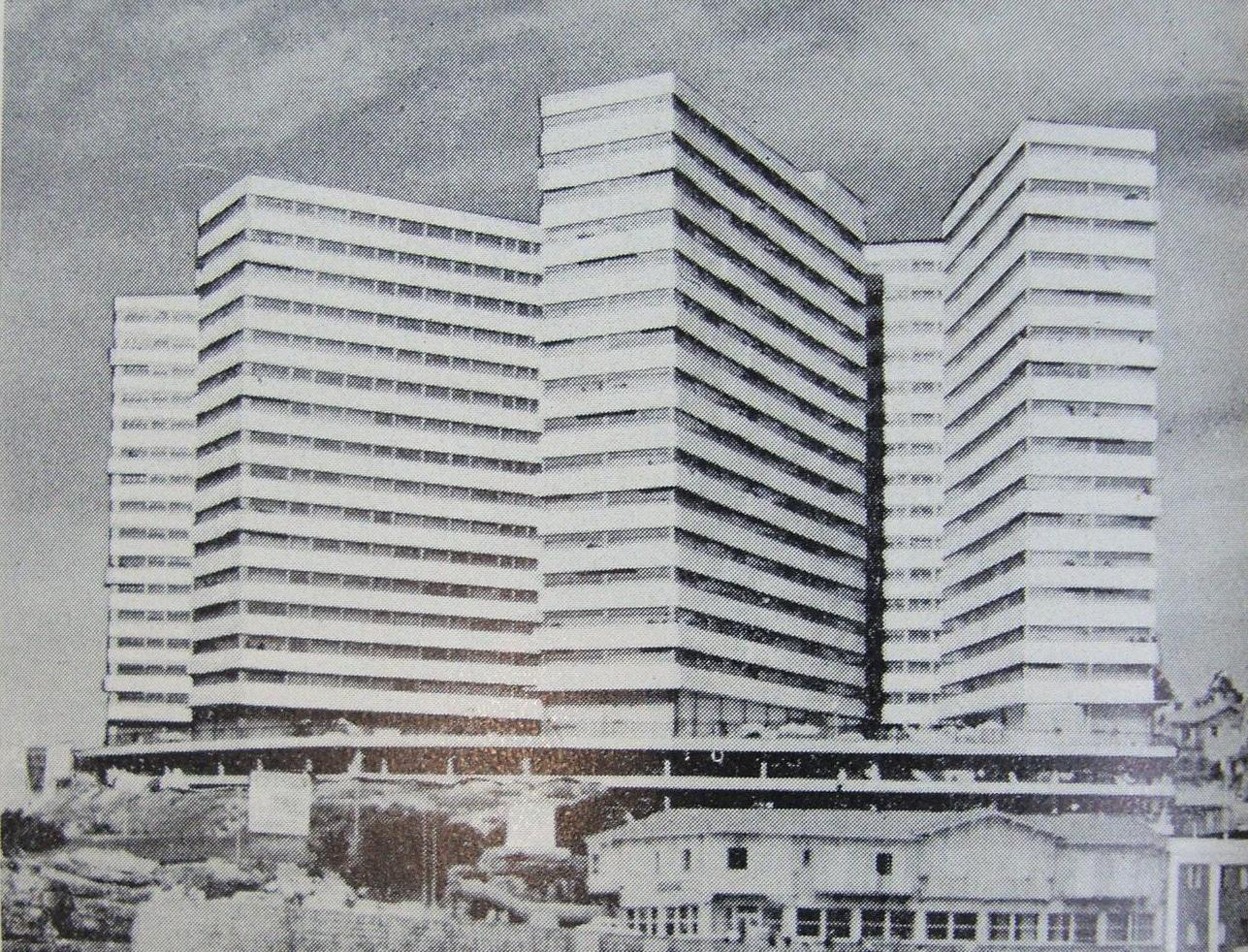
Edificio Mirador Cabo Corrientes, Mar del Plata Débora di Veroli

Débora Iaroslavschi de Di Veroli (Galati, Rumania,1926-Buenos Aires, 2023) fue una arquitecta argentina de origen rumano que desarrolló su prolífica obra principalmente en Buenos Aires y Mar del Plata.

## Primeros años
Su padre emigró a la Argentina y años más tarde lo siguieron ella con su madre y hermanos, en 1936. Se establecieron en Paraná donde Débora Iaroslavschi cursó los estudios primarios hasta que sus padres decidieron separarse y ella se radicó con su madre en Buenos Aires. Allí, junto a familiares alumnos de la Escuela Técnica Otto Krause a quienes ella ayudaba con sus tareas de dibujo, se produjo su primer acercamiento a la arquitectura.
Fue una de las pocas mujeres que estudiaron en la Escuela de Arquitectura de la Facultad de Ciencias Exactas, Físicas y Naturales de la Universidad de Buenos Aires por aquellos años. Se graduó en 1953; años más tarde sería una de las primeras mujeres arquitectas de Argentina en obtener el título de Planificadora Urbana y Regional. Se casó a los 19 años con Ángelo Di Veroli, con quien tuvo, mientras cursaba su carrera universitaria, dos hijos: en:Claudio Di Veroli  y Fabio Di Véroli. Dividía su tiempo entre los trabajos de la facultad y su quehacer como madre y ama de casa.

## Trayectoria
Sus primeros trabajos consistieron en viviendas unifamiliares con las cuales tuvo la oportunidad de madurar las ideas modernas aprendidas en la facultad relativas a la generación de espacios generosos y fluidos, el uso de techos planos verdes y fachadas con ventanales corridos así como el manejo del hormigón armado y las posibilidades que éste brindaba. De este período se destacan la casa Furmann en Acassuso (1951), su propia casa en Don Torcuato (1949), la casa Jäger para su hermano en Belgrano (1967), la casa Pogré (1956) y la casa Rothschild en Martínez (1954).
Hacia 1958, junto con Osvaldo Fernícola y la empresa constructora a cargo de Domingo Fiorentini, construyó el primer edificio en altura en Miramar, proponiendo departamentos de 1, 2 y 3 dormitorios como alternativa a los tradicionales chalets existentes en las ciudades balnearias bonaerenses. La planta baja de doble altura estaba destinada a programas comerciales y al hall de acceso al edificio, donde la artista Raquel Forner realizó un mural en paneles cerámicos.
A esta obra le siguieron una gran cantidad de obras ejecutadas en Mar del Plata junto a Fiorentini, como son los edificios Eiffel III y IV (1959), Eiffel V (1961), Eiffel VIII y IX (1960-65), Edificio Alsancor (1958), el edificio Alsina (1961) y el Mirador Cabo Corrientes (1970), entre otros. En todos ellos se buscó profundizar en las tipologías de departamentos vacacionales pequeños con el fin de comercializarlos entre los sectores de recursos medios y medios bajos.
Su gran sentido innovador y práctico llevó a  introducir en el país nuevos conceptos como el de "apart hotel",el diseño de locales para supermercado y dar respuesta al turismo de masas volcado en ciudades como Mar del Plata y Miramar. 
Débora Di Véroli enfocó su trabajo en aprovechar al máximo las posibilidades de los terrenos de acuerdo a los códigos de planificación así como también en optimizar los materiales para evitar desperdicios. Desarrolló también ampliamente la tipología de supermercados modernos, como por ejemplo los supermercados Satélite (1970), Gran Tía (1970) y Todo (1971), planteando novedades en el diseño de las instalaciones sanitarias y de ventilaciones necesarias para que estos edificios funcionaran para el público masivo.
Fue jefa del equipo de revisión y actualización del Parque Almirante Brown del Plan Regulador de la Ciudad de Buenos Aires en 1970.
En los últimos años se destacan sus aportes al estudio sobre hábitat gerontológico y accesibilidad, presentándose en numerosos congresos nacionales e internacionales y generando espacios de discusión y trabajo como el Centro de Investigación y Asesoramiento para el Hábitat Gerontológico (CIAHG) en la SCA y la Sociedad Argentina de Gerontología y Geriatría (SAGG). En esta línea publicó Alzheimer y arquitectura (2014) y Arquitectura y envejecimiento, hacia un hábitat inclusivo (2008) en colaboración con el arquitecto Eduardo Schmunis.